# Lac Lacoste
Le lac Lacoste est un lac canadien de la région québécoise des Laurentides.
Il est situé à Rivière-Rouge, dans le secteur Marchand (anciennement Canton Marchand). Il possède une superficie de 1,63 km2.
Le nom Lacoste vient d'ailleurs de la famille qui y vit depuis plusieurs années. On peut y voir du haut des airs la ferme Lacoste ainsi que les hectares de terrains dont ils sont propriétaires. La ferme Lacoste est présentement[Quand ?] en vente à plus de 7 millions $. On peut voir tous les attraits touristique dans divers magazines de la région des Laurentides. Plusieurs touristes viennent également profiter de la beauté de ce lac dans des chalets touristiques en bordure que l'on peut louer durant les quatre saisons.